# Charnier d'Izioum

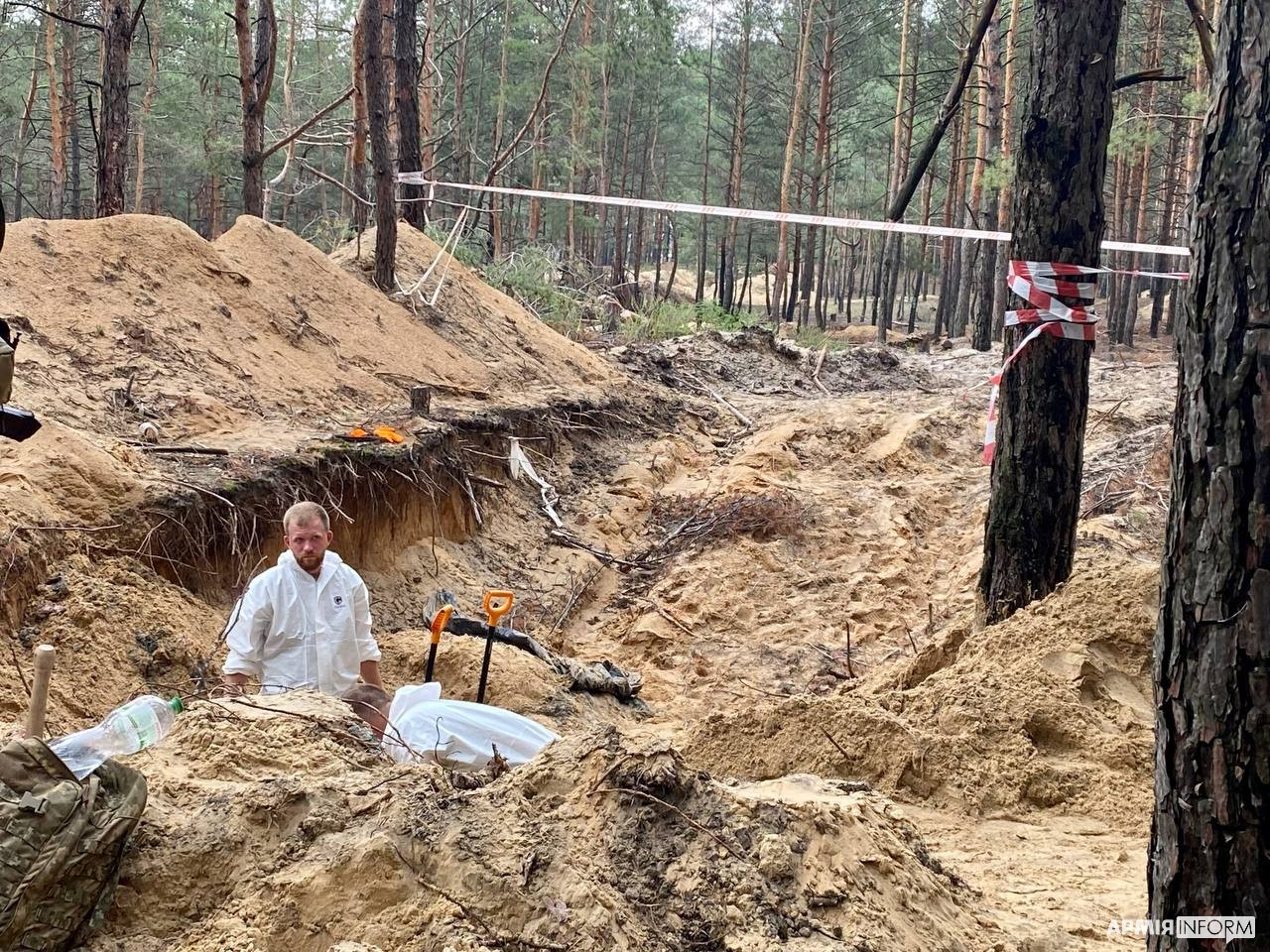
Enquête dans le cimetière d'Izioum après l'occupation russe.

Le 15 septembre 2022, plusieurs charniers sont découverts dans les bois à proximité de la ville ukrainienne d'Izioum, lors de sa libération par les forces ukrainiennes, après plusieurs mois d'occupation russe, pendant l'invasion de l'Ukraine par la Russie,.
Les tombes improvisées contiennent les corps de personnes mortes durant l'occupation, essentiellement tuées par les forces russes,,. Selon les enquêteurs ukrainiens, 445 tombes et 450 corps sont découverts dans l'un des sites, dont 414 corps de civils et 22 militaires. La plupart présentent des signes de mort violente et pour certains, de torture et d'exécution sommaire.
Le 26 septembre, le président ukrainien Volodymyr Zelensky déclare que deux autres fosses communes ont été découvertes, contenant « des centaines de personnes ». Ces fosses communes sont lourdement minées.

## Contexte
Après le début de l'invasion russe de l'Ukraine le 24 février 2022, la bataille pour le contrôle de la ville d'Izioum commence en mars 2022, en raison de l'importance de la ville, qui est un nœud de transport. L'armée russe souhaite s'emparer d'Izioum afin que ses forces dans l'oblast de Kharkiv puissent être en lien avec celles situées dans la région du Donbass. Le 1er avril, l'armée ukrainienne confirme qu'Izioum est sous contrôle russe.
Après le lancement de la contre-offensive ukrainienne du sud à Kherson fin août, les forces ukrainiennes lancent une contre-offensive simultanée, début septembre dans l'oblast de Kharkiv, dans le nord-est du pays. Après une avancée dans les lignes russes, l'Ukraine reprend plusieurs centaines de kilomètres carrés de territoire le 9 septembre. Le 10 septembre 2022, les forces ukrainiennes reprennent la ville d'Izioum, lors de la contre-offensive ukrainienne de Kharkiv,.

## Découvertes et premiers témoignages

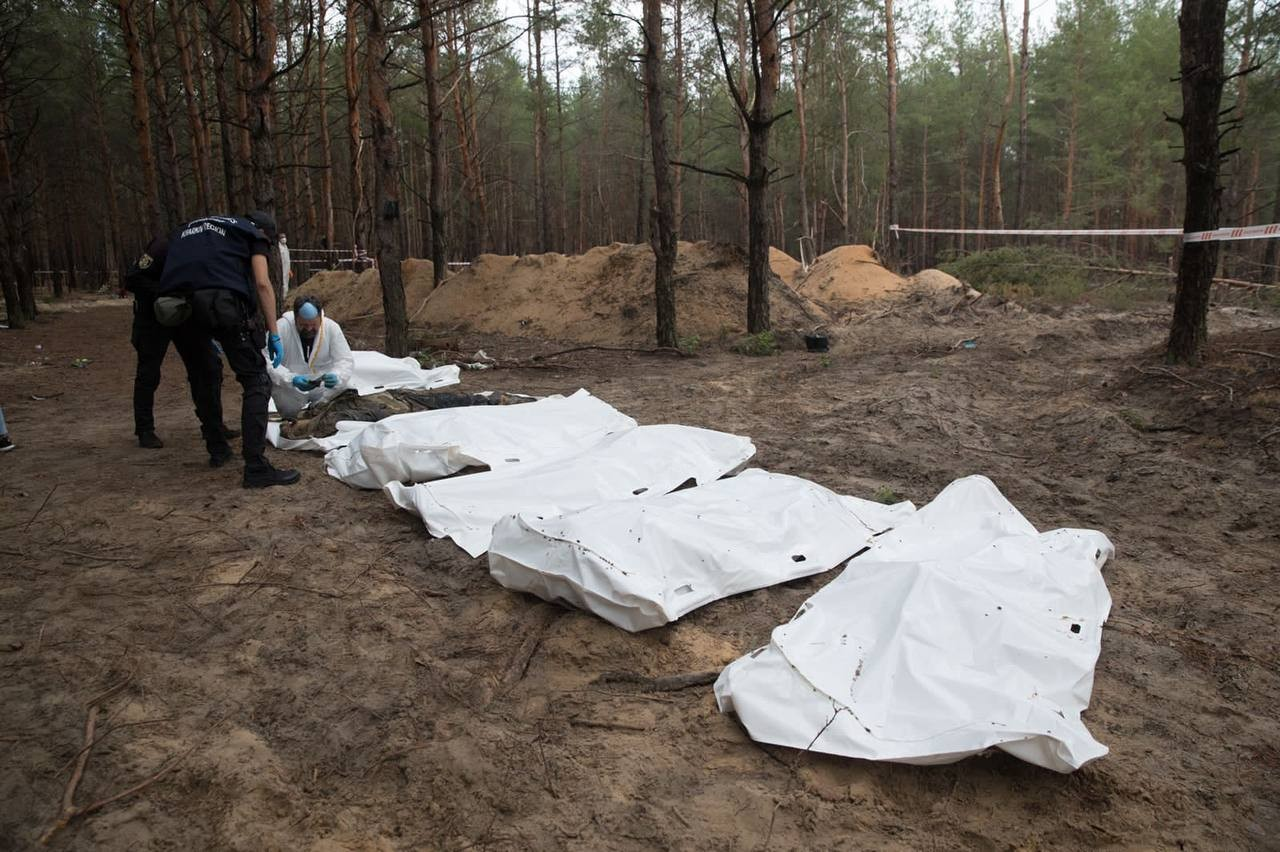
Corps exhumés recouverts de draps blancs.

Le 15 septembre 2022, après que les forces russes ont été chassées de la ville lors de la contre-offensive de Kharkiv, un grand nombre de tombes sont découvertes dans les bois près d'Izioum, au milieu des arbres. Les tombes, signalées par de simples croix en bois, sont pour la plupart anonymes, la majorité n'étant marquées que de chiffres, tandis que la plus grande tombe porte un marqueur indiquant qu'elle contient les corps de 17 soldats ukrainiens,. Le 16 septembre, les enquêteurs découvrent plus de 445 tombes de civils et de soldats — pour la plupart individuelles, mais dont certaines contiennent 2 à 3 corps — ainsi que la fosse commune contenant les dépouilles de 17 soldats, dont un a les mains liées dans le dos. Une partie de l'identification et de la localisation des sites est aidée par une responsable de l'entreprise de pompes funèbres locale. Elle a reçu l'ordre des forces d'occupation russes de n'indiquer les tombes qu'avec des numéros et d'enregistrer à la fois le numéro et les noms des individus dans un journal.
Des pompiers locaux sont mis à contribution pour aider à récupérer les restes humains sur le site. L'un d'eux déclare qu'après avoir déterré les corps, un moment de silence est observé avant que les restes ne soient rapidement examinés pour identifier des caractéristiques ou des objets. Ils sont ensuite placés dans un sac et transportés à la morgue pour une expertise médico-légale plus détaillée.
Une partie des victimes a été tuée par des tirs d'artillerie, l'explosion de mines et les bombardements, ainsi que par le manque d'accès à des soins de santé, tandis que certains des corps ont les mains liées dans le dos et présentent des signes d'exécution ou de torture,,. Oleh Syniehoubov, gouverneur de l'oblast de Kharkiv déclare :

« Parmi les corps qui ont été exhumés aujourd'hui, 99 % présentaient des signes de mort violente. Il y a plusieurs corps avec les mains liées dans le dos et une personne est enterrée avec une corde autour du cou. De toute évidence, ces personnes ont été torturées et exécutées. Il y a aussi des enfants parmi les enterrés. »

Des habitants survivants de l'occupation déclarent que les Russes ciblent en priorité des individus spécifiques et qu'ils ont déjà des listes d'habitants qui appartiennent à l'armée, à des familles de militaires ou de vétérans de la guerre du Donbass. Ils déclarent qu'en sélectionnant les victimes, les Russes terrorisent également les habitants de la ville en les déshabillant pour les fouiller publiquement. La responsable d'une entreprise funéraire d'Izioum qui fonctionne tout au long de l'occupation affirme qu'elle a été autorisée à enterrer des membres de la défense territoriale et quelques soldats, mais qu'elle ne savait pas où se trouvaient les corps de la majorité des soldats ukrainiens tués et qu'elle n'a pas été autorisée à les enterrer.
Les journalistes d'Associated Press ont pu voir les corps avec les poignets liés dans le dos, recueillir des témoignages de proches et de survivants, notamment de personnes torturées dans l'un des 10 centres de tortures mis en place par les forces russes dans la ville.

## Enquêtes et rapports
Les Nations unies déclarent prévoir l'envoi d'observateurs à Izioum,.
Selon les enquêteurs ukrainiens, 450 corps ont été découverts : 414 corps de civils (215 hommes, 194 femmes, 5 enfants), 22 militaires et 11 corps dont le sexe n'est pas encore déterminé au 23 septembre. La plupart des morts présentent des signes de mort violente et trente présentent des marques témoignant de leur torture et d'une exécution sommaire, notamment des traces de cordes, autour du cou ou des poignets, les mains liées, des membres brisés et des émasculations.

## Réactions
Alors que les autorités entament des enquêtes médico-légales, le président ukrainien Volodymyr Zelensky compare cette découverte à celle du massacre de Boutcha.
Les personnes travaillant sur le site sont submergées par l'horreur et les émotions liées à la découverte des corps. L'un d'entre eux déclare aux journalistes qu'il pense, comme ses collègues, avoir besoin d'un soutien psychologique, car ce travail les marquera pour toujours.
La République tchèque, exerçant la présidence tournante de l'Union européenne, appelle à la création d'un tribunal spécial pour juger les actes commis à Izioum. Selon la FIDH, il n'y en aurait pas nécessairement besoin, car la Cour pénale internationale et plusieurs juridictions nationales, dont la justice ukrainiennes, sont compétentes. L'ONG plaide pour que des moyens soient alloués aux enquêtes et à la justice.
La Russie répond par une campagne de désinformation de masse sur les réseaux sociaux visant à discréditer les découvertes comme une « fabrication occidentale » ou à affirmer que les civils tués sont en fait des soldats ukrainiens. Interrogé par des journalistes sur les affirmations de Zelensky, le porte-parole du Kremlin, Dmitri Peskov affirme que les massacres d'Izioum et de Boutcha sont des « mensonges ».
Le ministère espagnol des Affaires étrangères, dans un communiqué officiel, « condamne le massacre », et appelle au respect du droit international humanitaire et à enquêter sur les crimes commis. Le président français Emmanuel Macron condamne les actions commises à Izioum sous l'occupation russe. John Kirby, du Conseil de sécurité nationale de la Maison-Blanche, déclare que « malheureusement, cela correspond à la privation et à la brutalité dont les forces armées russes font usage dans la guerre contre l'Ukraine et la nation ukrainienne ».
Le cardinal Konrad Krajewski voyage de Zaporijjia où il fournit de l'aide humanitaire, pour rejoindre l'évêque Pavlo Hontcharouk du diocèse de Kharkiv-Zaporijjia pour délivrer des prières pour les défunts et les travailleurs.
L'ONG Amnesty International affirme que ces découvertes confirment leurs craintes pour les civils d'Izioum, exprimées depuis le mois de mars, et appelle la communauté internationale à apporter son aide à l'Ukraine pour pouvoir effectuer une enquête permettant de savoir précisément comment sont mortes les personnes enterrées dans la forêt d'Izioum.